# Maysville (Carolina del Nord)
Maysville és una població dels Estats Units a l'estat de Carolina del Nord. Segons el cens del 2008 tenia 959 habitants.

## Demografia
Segons el cens del 2000, Maysville tenia 1.002 habitants, 389 habitatges i 255 famílies. La densitat de població era de 509 habitants per km².
Dels 389 habitatges en un 34,4% hi vivien nens de menys de 18 anys, en un 39,3% hi vivien parelles casades, en un 20,3% dones solteres, i en un 34,2% no eren unitats familiars. En el 29,8% dels habitatges hi vivien persones soles el 12,6% de les quals corresponia a persones de 65 anys o més que vivien soles. El nombre mitjà de persones vivint en cada habitatge era de 2,58 i el nombre mitjà de persones que vivien en cada família era de 3,2.
Per edats la població es repartia de la següent manera: un 30,1% tenia menys de 18 anys, un 6,9% entre 18 i 24, un 28,7% entre 25 i 44, un 19,7% de 45 a 60 i un 14,6% 65 anys o més.
L'edat mediana era de 35 anys. Per cada 100 dones de 18 o més anys hi havia 88,7 homes.
La renda mediana per habitatge era de 27.750 $ i la renda mediana per família de 34.688 $. Els homes tenien una renda mediana de 30.104 $ mentre que les dones 19.048 $. La renda per capita de la població era d'11.119 $. Entorn del 19,9% de les famílies i el 26,2% de la població estaven per davall del llindar de pobresa.

## Poblacions més properes
El següent diagrama mostra les poblacions més properes.